# Lê Lợi, Hưng Yên
Lê Lợi là một xã thuộc tỉnh Hưng Yên, Việt Nam. Tên xã được đặt theo tên Lê Lợi, vị vua đầu tiên của nhà Hậu Lê.

## Địa lý
Xã Lê Lợi nằm ở phía nam tỉnh Hưng Yên, có vị trí địa lý:
- Phía đông giáp xã Tiền Hải.
- Phía tây giáp xã Bình Nguyên và xã Quang Lịch.
- Phía nam giáp xã Kiến Xương.
- Phía bắc giáp xã Trà Giang và xã Nam Thái Ninh.

## Lịch sử
Địa bàn xã Lê Lợi hiện nay trước đây vốn là hai xã Quyết Tiến và Lê Lợi thuộc huyện Kiến Xương.
Trước khi sáp nhập, xã Lê Lợi có diện tích 6,47 km², dân số là 7.263 người, mật độ dân số đạt 1.123 người/km². Xã Quyết Tiến có diện tích 2,19 km², dân số là 2.401 người, mật độ dân số đạt 1.096 người/km².
Ngày 11 tháng 2 năm 2020, Ủy ban Thường vụ Quốc hội ban hành Nghị quyết số 892/NQ-UBTVQH14 về việc sắp xếp các đơn vị hành chính cấp xã thuộc tỉnh Thái Bình (nghị quyết có hiệu lực từ ngày 1 tháng 3 năm 2020). Theo đó, sáp nhập toàn bộ diện tích và dân số của xã Quyết Tiến vào xã Lê Lợi.
Ngày 16 tháng 6 năm 2025, Ủy ban Thường vụ Quốc hội ban hành Nghị quyết số 1666/NQ-UBTVQH15 về việc sắp xếp các đơn vị hành chính cấp xã của tỉnh Hưng Yên năm 2025. Theo đó, sắp xếp toàn bộ diện tích tự nhiên, quy mô dân số của xã Thống Nhất (huyện Kiến Xương) và xã Lê Lợi thành xã mới có tên gọi là xã Lê Lợi.